# Берлин — Москва — Токио
Ось Берлин — Москва — Токио (Континентальный блок Берлин — Москва — Токио), особый вариант евразийства, предложенный Карлом Хаусхофером, германским геополитиком в своей публикации «Континентальный блок: Берлин — Москва — Токио».
Эта геостратегическая концепция подразумевала союз в Евразии следующих государств: Испания, Италия, Франция, Германия, Россия и Япония, которые должны были являться противовесом талласократическому англосаксонскому союзу Британии и США
Центром евразийского блока Карл Хаусхофер считал Россию и Германию, Япония же скорее фигурирует как необходимое дополнение.
…Евразию невозможно задушить, пока два самых крупных её народа — немцы и русские — всячески стремятся избежать междоусобного конфликта, подобного Крымской войне или 1914 году: это аксиома европейской политики…

## История
Во времена опубликования статьи эти идеи только частично нашли поддержку у правящих кругов нацистской Германии.
Нацистская Германия рассматривала идею, как возможное выстраивание союза с Италией, Испанией и Японией, центром которой будет являться Германия, столица мира. Карл Хаусхофер участвовал в переговорах о союзе Германии и Японии. Из-за ксенофобских позиций Гитлера, руководство Германии с пренебрежением относилось к идее присоединения России к оси. Позднее, из-за разногласий с нацистским руководством Германии, после заговора 20 июля 1944 года Карл Хаусхофер был арестован.